# 土佐白濱站
土佐白濱站（日语：／ Tosa-shirahama eki */?）是一位於日本高知縣幡多郡黑潮町白濱、隸屬於土佐黑潮鐵道（日语：土佐くろしお鉄道）的鐵路車站。車站編號為TK32。月台上的站牌寫上的「聽到海浪拍打海灘的聲音」的車站標語。
由於在紀勢本線已設有白濱站，本站遂增設了以前令制國「土佐」的前綴以作識別。

## 車站結構
車站座落於山腰上，位於兩條隧道的中央位置，要從集落的最南端沿兩層斜道及一層樓梯才能夠到達，本站採用簡易車站模式，不設站房，但在斜道的頂部另建有一座以水泥搭成、附設有簡易式洗手間的候車亭，其上蓋為不完全密封的鐵片所舖蓋。

### 月台配置

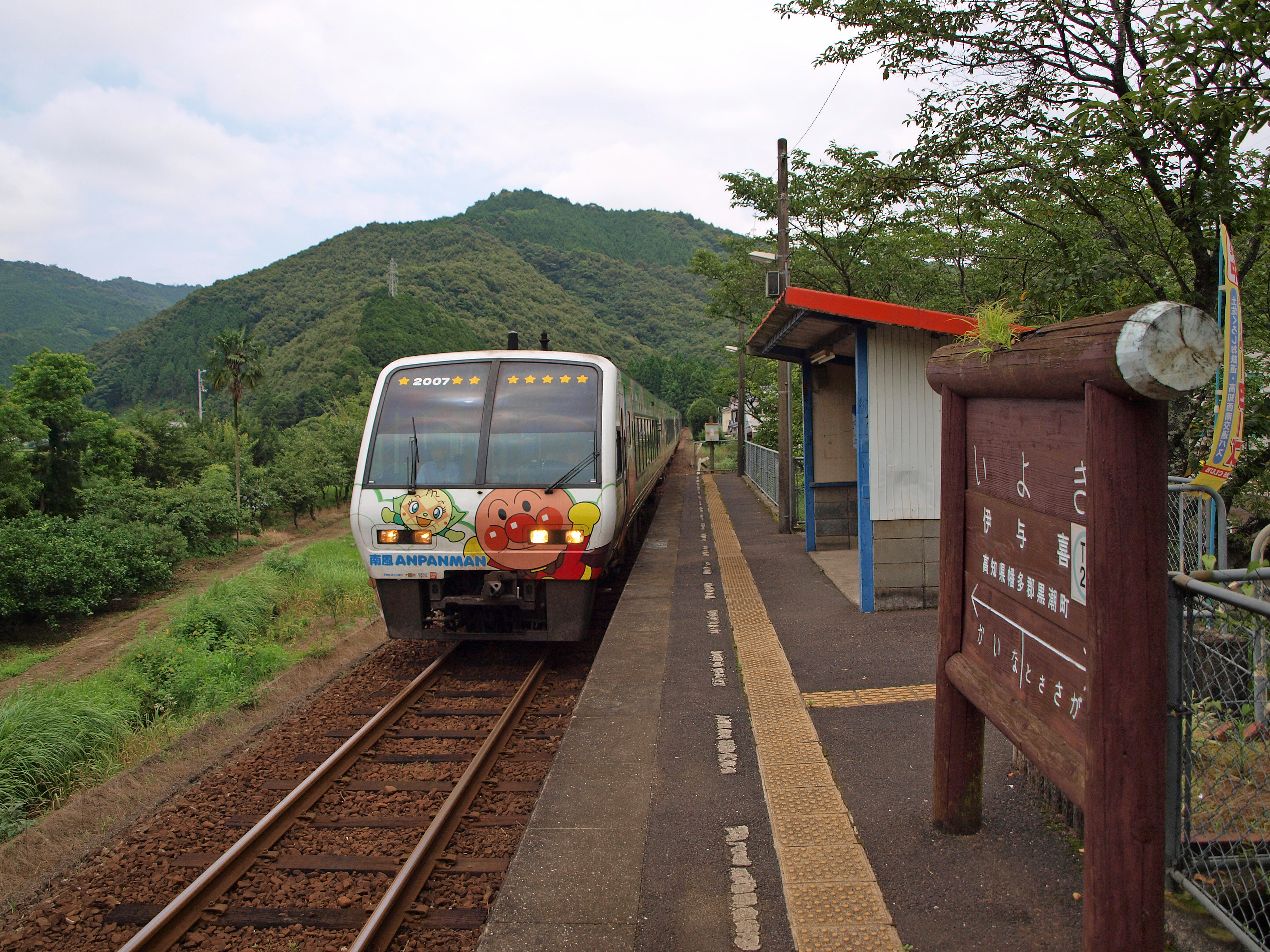
一列下行特急列車正前往土佐佐賀站方向

只設有側式月台1個，因此其月台長度有近90米長，有效長度為4輛。因在月台下已設有候車亭，所以全個月台基本上沒有任何配置，除了舊式的月台站牌外，再沒有其他設施。
列車到站時，往中川方向為左側上落；往窪川方向為右側上落。
| 路線     | 方向 | 目的地         |
| -------- | ---- | -------------- |
| ■ 中村線 | 下行 | 中村、宿毛方向 |
| ■ 中村線 | 上行 | 窪川方向       |

## 歷史
- 1970年10月1日：隨日本國有鐵道中村線土佐佐賀站-中村站通車開業。
- 1987年4月1日：日本國鐵分割民營化，車站的營運由JR四國繼承。
- 1988年4月1日：隨中村線轉交由土佐黑潮鐵道管理及營運。
- 2023年：

- 6月2日：一輛由宿毛開往窪川312D班次列車（駕駛員及安全指導共2人，沒有乘客），由有井川開往本站期間，因受線狀雨帶而引發的山泥傾潟而導致脫線。事件令中村線及特急列車暫停行駛。要以代行巴士維持服務。
- 6月10日：全線恢復。但須以緩速駛過。調查後，遭運輸安全委員會批評鐵道公司安全意識薄弱，在降雨量超過了停駛警示後仍然強行開車。

## 使用狀況
根據國土交通省的「國土數値情報」，本站自2011-2014年度，每天使用人數均為1人，2015年起更未能顯示人數，而另一個公開數據庫亦無法顯示本站使用人數，即代表使用人數過低，所以位列全部土佐黑潮車站中最低位。本站下方其實有一個細小的集落，亦非擁有大量的空置房屋，然而使用量則是極低。
| 1日上落人數推斷 | 1日上落人數推斷 |
| 年度            | 1日平均人數     |
| --------------- | --------------- |
| 2011            | 1               |
| 2012            | 1               |
| 2013            | 1               |
| 2014            | 0 （未有紀錄）  |
| 2015            | 0 （未有紀錄）  |
| 2016            | 0 （未有紀錄）  |
| 2017            | 0 （未有紀錄）  |
| 2018            | 0 （未有紀錄）  |
| 2019            | 1               |
| 2020            | 0 （未有紀錄）  |
| 2021            | 0 （未有紀錄）  |
| 2022            | 0 （未有紀錄）  |

## 相鄰車站
土佐黑潮鐵道
■中村線
■特急「足摺」、「四萬十」1、4號
通過
■普通
佐賀公園（TK31）－土佐白濱（TK32）－有井川（TK33）

## 外部連結
- 土佐黑潮鐵道土佐白濱站